# Neoechinorhynchus (Neoechinorhynchus) rutili
Neoechinorhynchus (Neoechinorhynchus) rutili is een soort haakworm uit het geslacht Neoechinorhynchus. De worm behoort tot de familie Neoechinorhynchidae. Neoechinorhynchus (Neoechinorhynchus) rutili werd in 1780 ontdekt door Müller.